# جيلي جيومتري
جيلي جيومتري (بالإنجليزية: Geely Geometry)‏ (بالصينية: 吉利几何; البينيين: Jílì jàhé)، أو المعروفة ببساطة باسم جيومتري أو جيوم، هي علامة تجارية للسيارات أنشأتها شركة السيارات الصينية جيلي في أبريل 2019. تركز العلامة التجارية جيلي جيومتري بشكل أساسي على تطوير السيارات الكهربائية.
تم إعادة دمج العلامة التجارية جيومتري في جيلي للسيارات كسلسلة منتجات كهربائية للمبتدئين في مارس 2023.

## التاريخ

شعار جيومتري المستخدم أثناء تأسيس الشركة

في عام 2019، أنشأت جيلي فرعًا جديدًا لـ جيلي جيومتري يهدف إلى تقديم سيارات كهربائية بأسعار معقولة. في معرض بكين للسيارات في أبريل 2019، تم تقديم أول سيارة للعلامة التجارية، جيومتري إيه سيدان المدمجة. في يونيو 2020، قدمت جيومتري سيارتها الثانية المسماة جيومتري سي، وهي سيارة هاتشباك مدمجة. وفي فبراير 2021، قدمت جيومتري سيارة جيومتري إيه برو، المجهزة بمحرك كهربائي من الجيل الجديد، بقوة تزيد عن 203 أحصنة ويمكنها السفر لمسافة أقصاها 600 كيلومتر بشحنة واحدة ضمن دورة NEDC.
في نوفمبر 2022، أعلنت جيلي أن شركة جيومتري ستبدأ مبيعاتها في المجر وجمهورية التشيك وسلوفاكيا.
في مارس 2023، تم إعادة دمج العلامة التجارية جيومتري في جيلي للسيارات كسلسلة منتجات كهربائية للمبتدئين. تم تصميم جيومتري بشكل أساسي للسوق الصينية وأعلنت عن طموحها لإنتاج أكثر من 10 سيارات كهربائية مختلفة بحلول عام 2025.

## المنتجات

### النماذج الحالية
- جيومتري إيه/إيه برو/جي 6 - سيارة سيدان كهربائية مدمجة تعتمد على جيلي إمجراند جي إل
- جيومتري سي/إم 6 - كروس كهربائي يعتمد على جيلي إمجراند جي إس
- جيومتري إي - كروس كهربائي صغير الحجم
- جيومتري باندا/إم 2

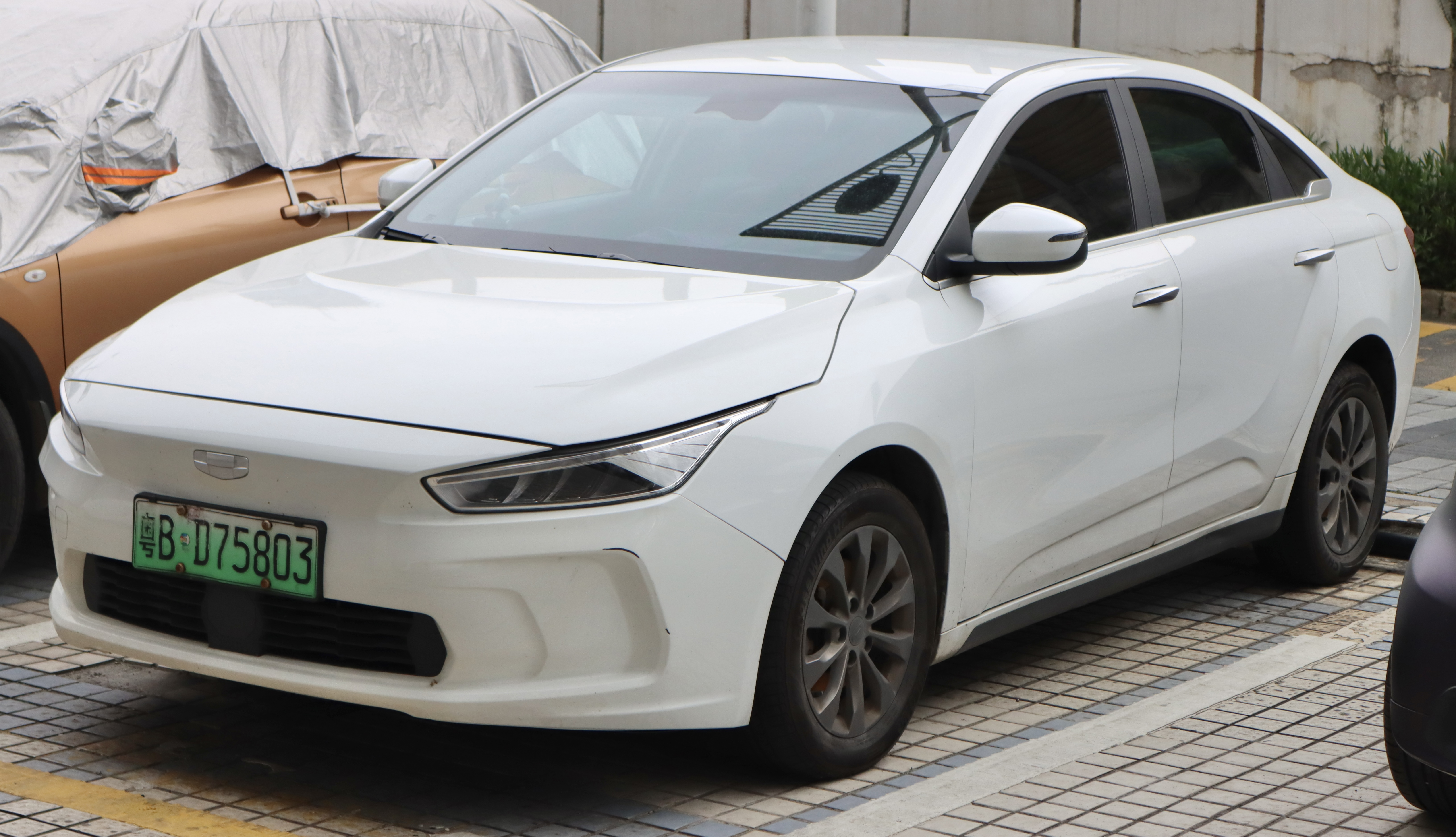
جيومتري إيه
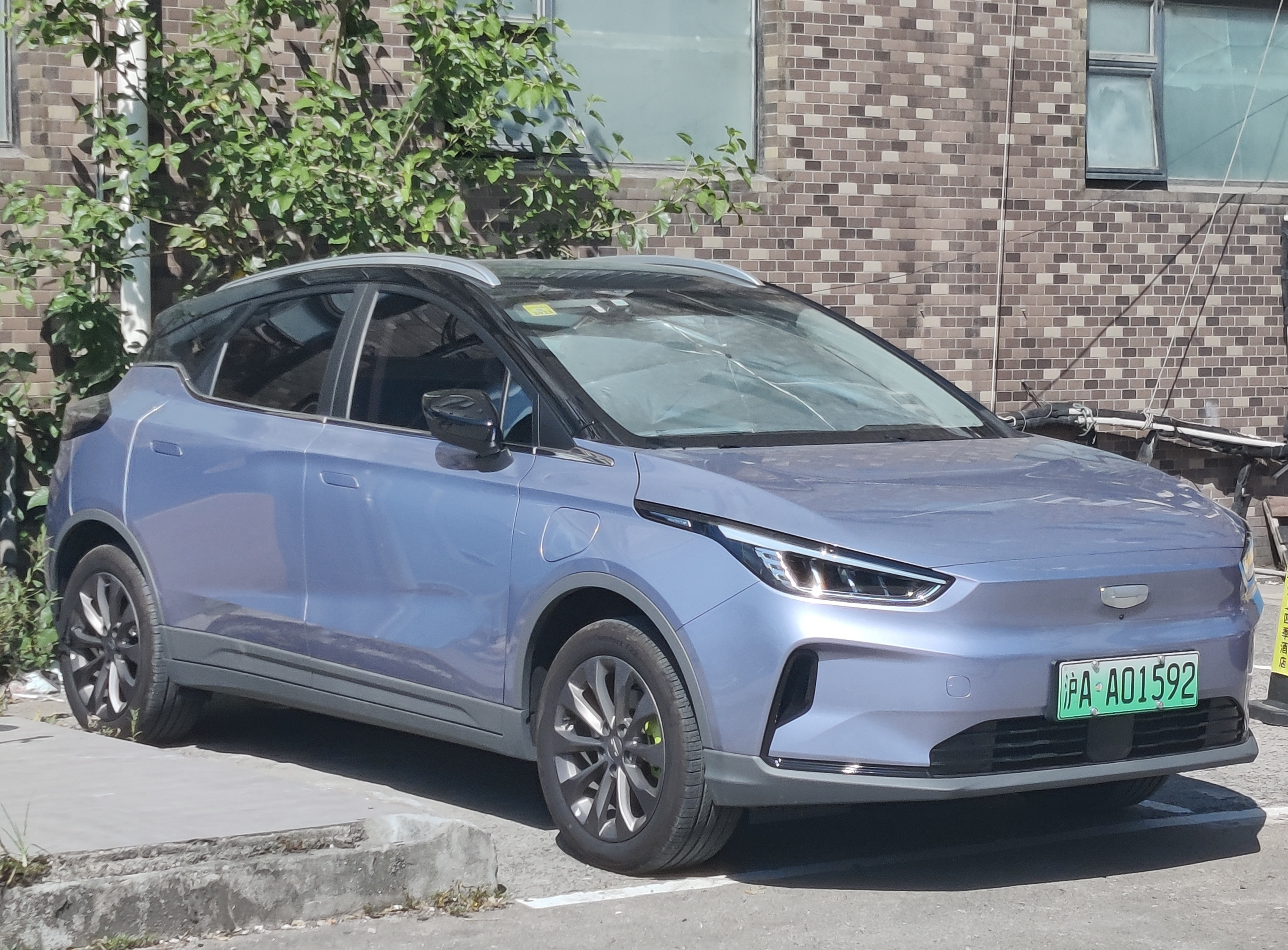
جيومتري سي
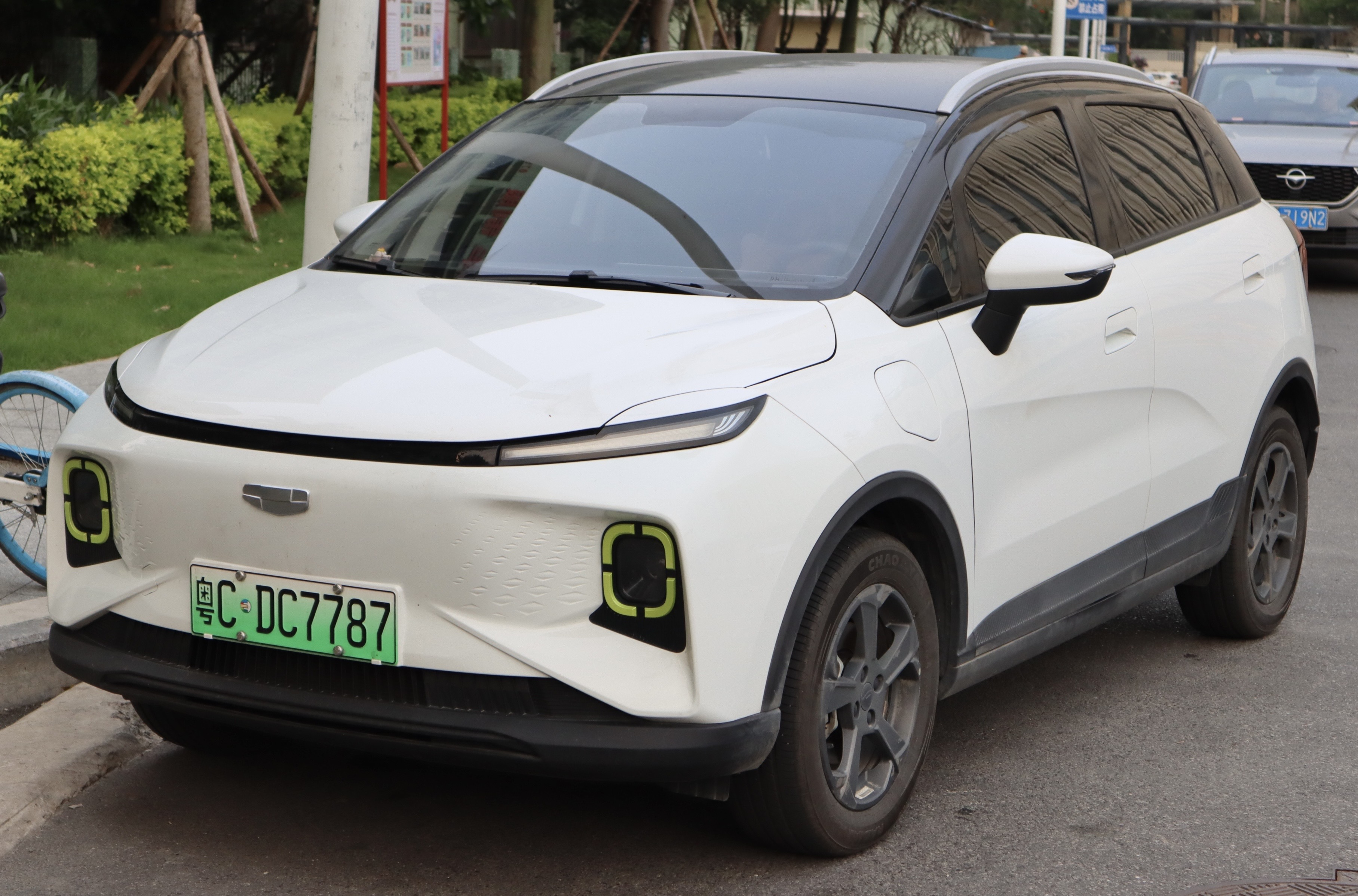
جيومتري إي
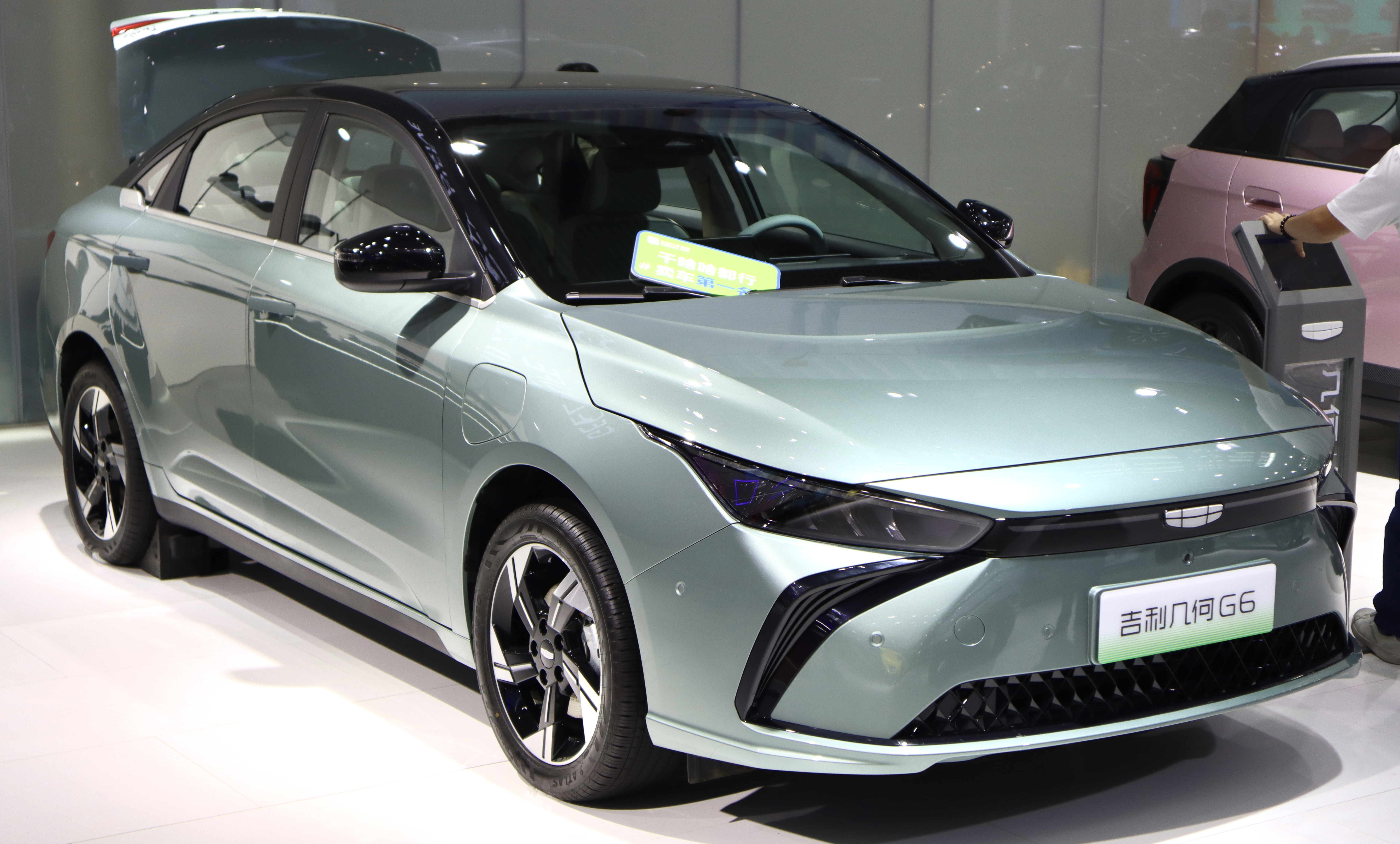
جيومتري جي 6
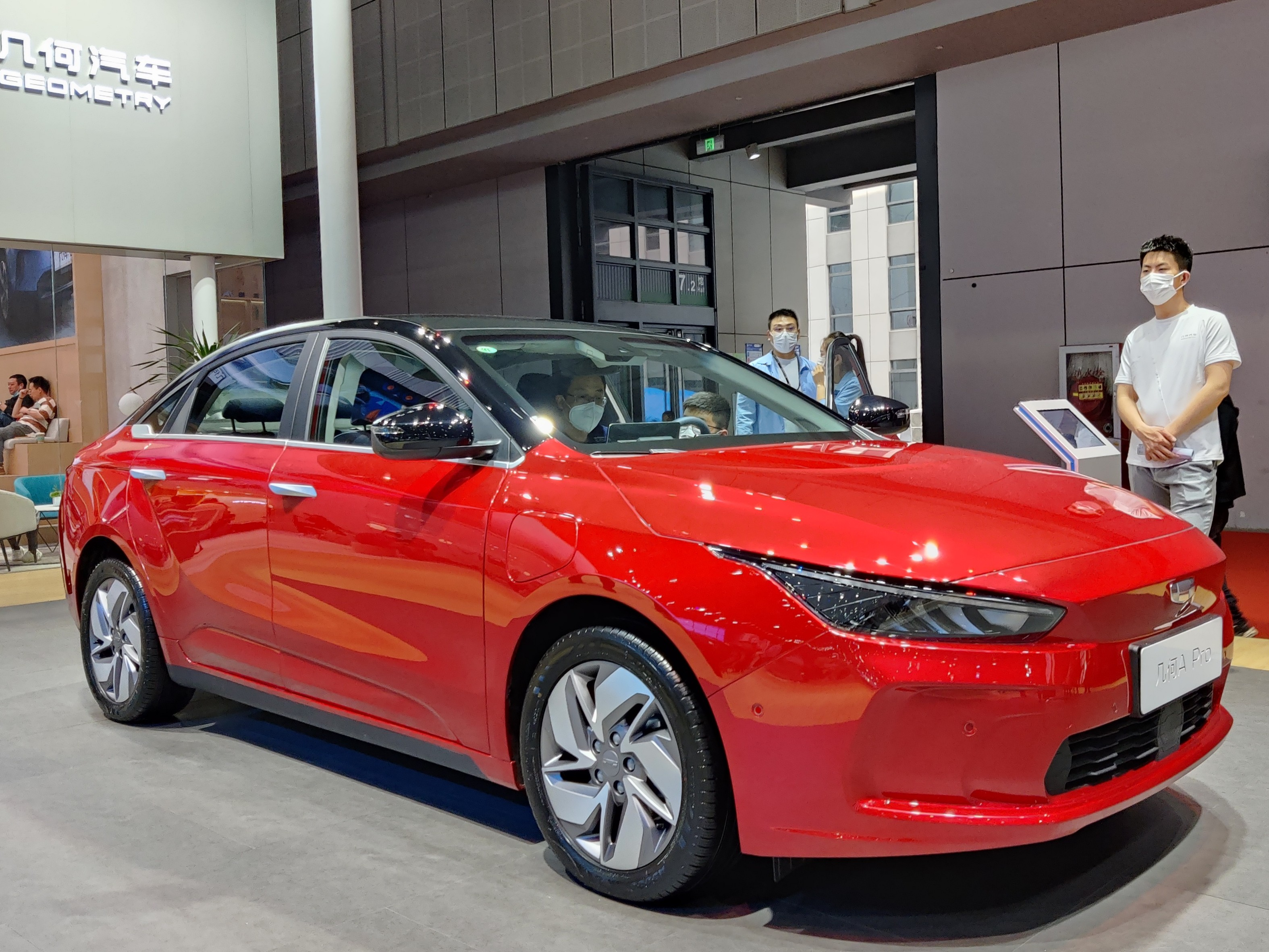
جيومتري إيه برو
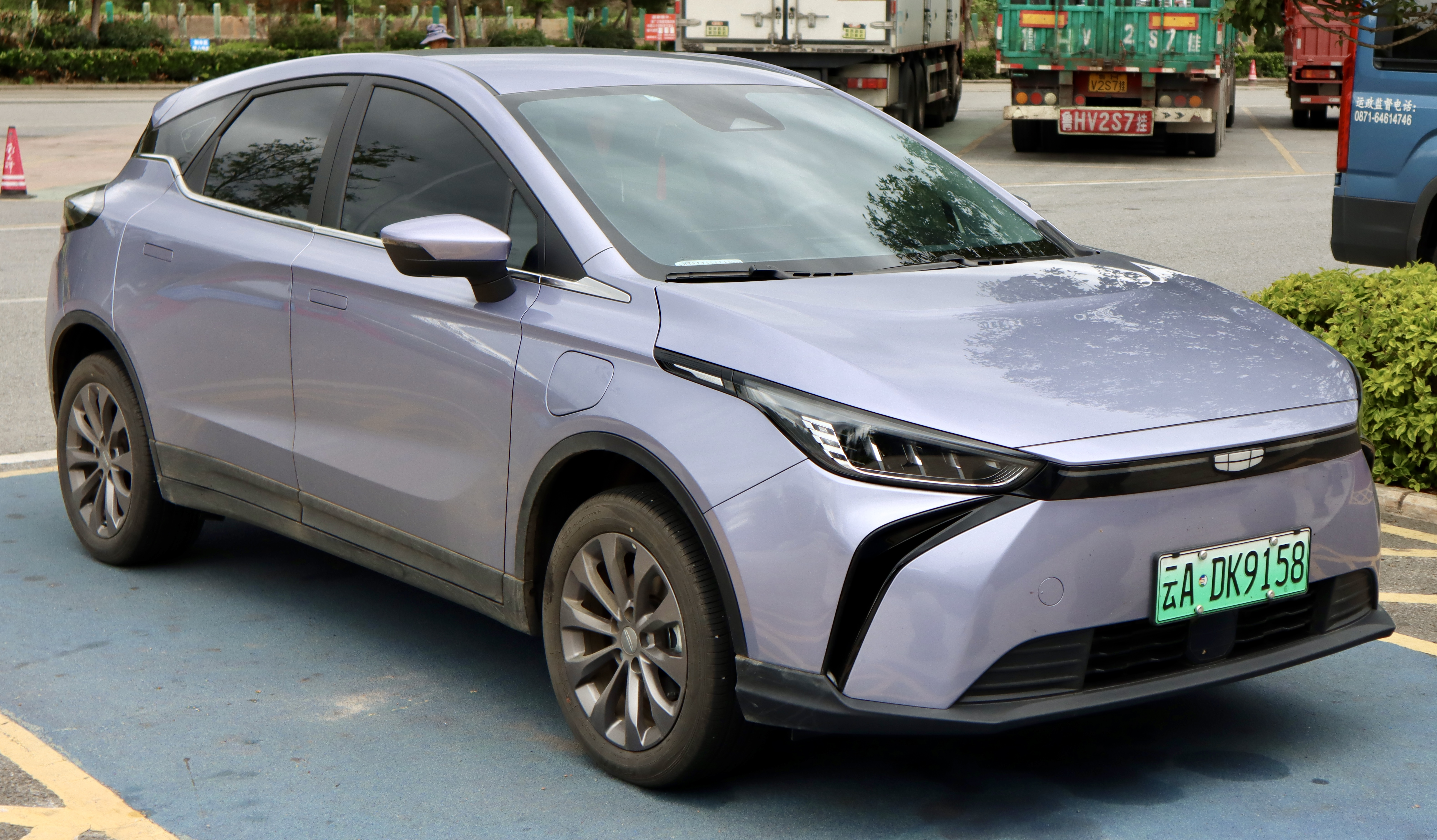
جيومتري إم 6
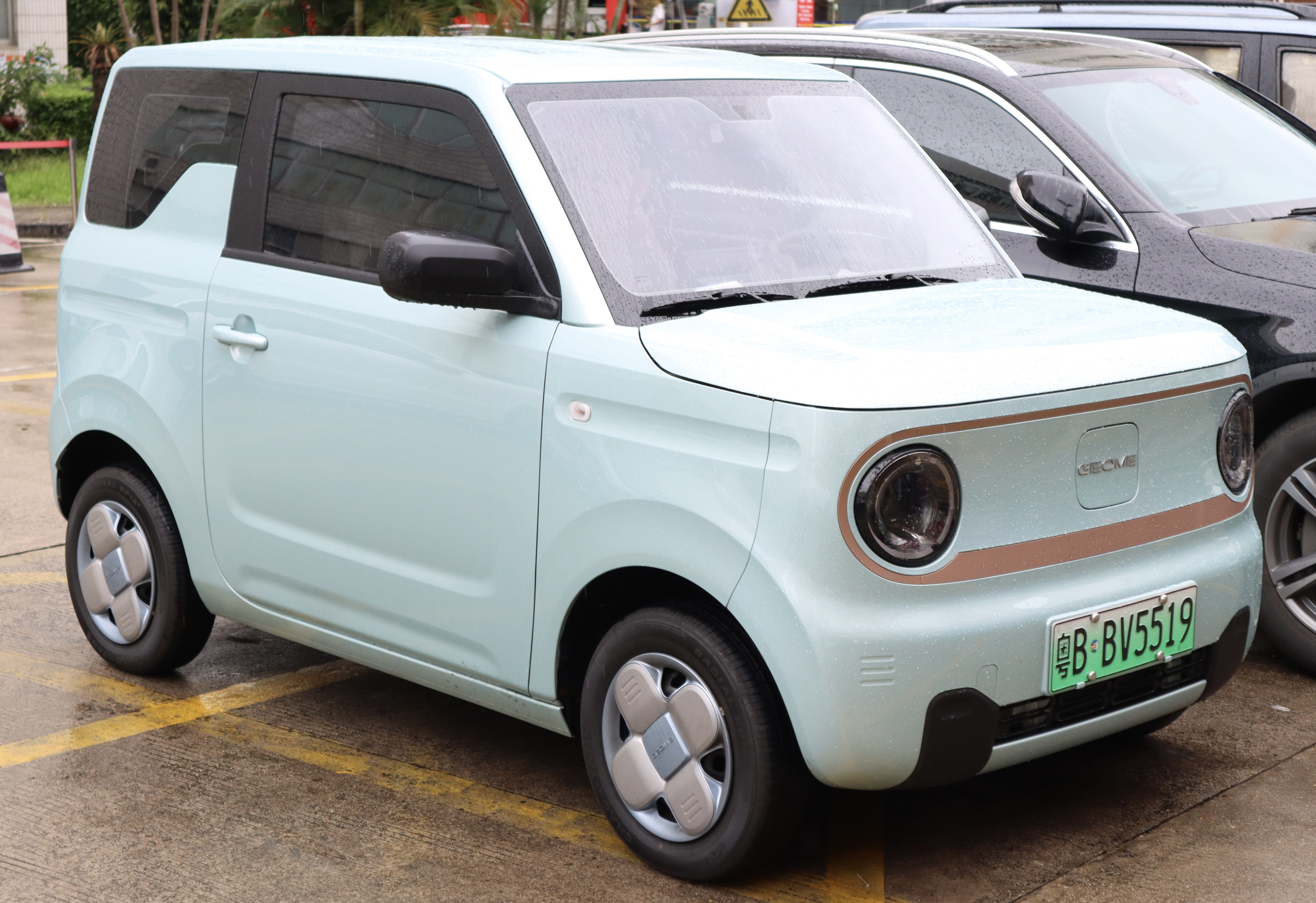
جيومتري باندا

### النماذج السابقة
- جيومتري إي إكس 3 - سيارة كروس صغيرة الحجم تعتمد على جيلي يوانجينغ إكس 3

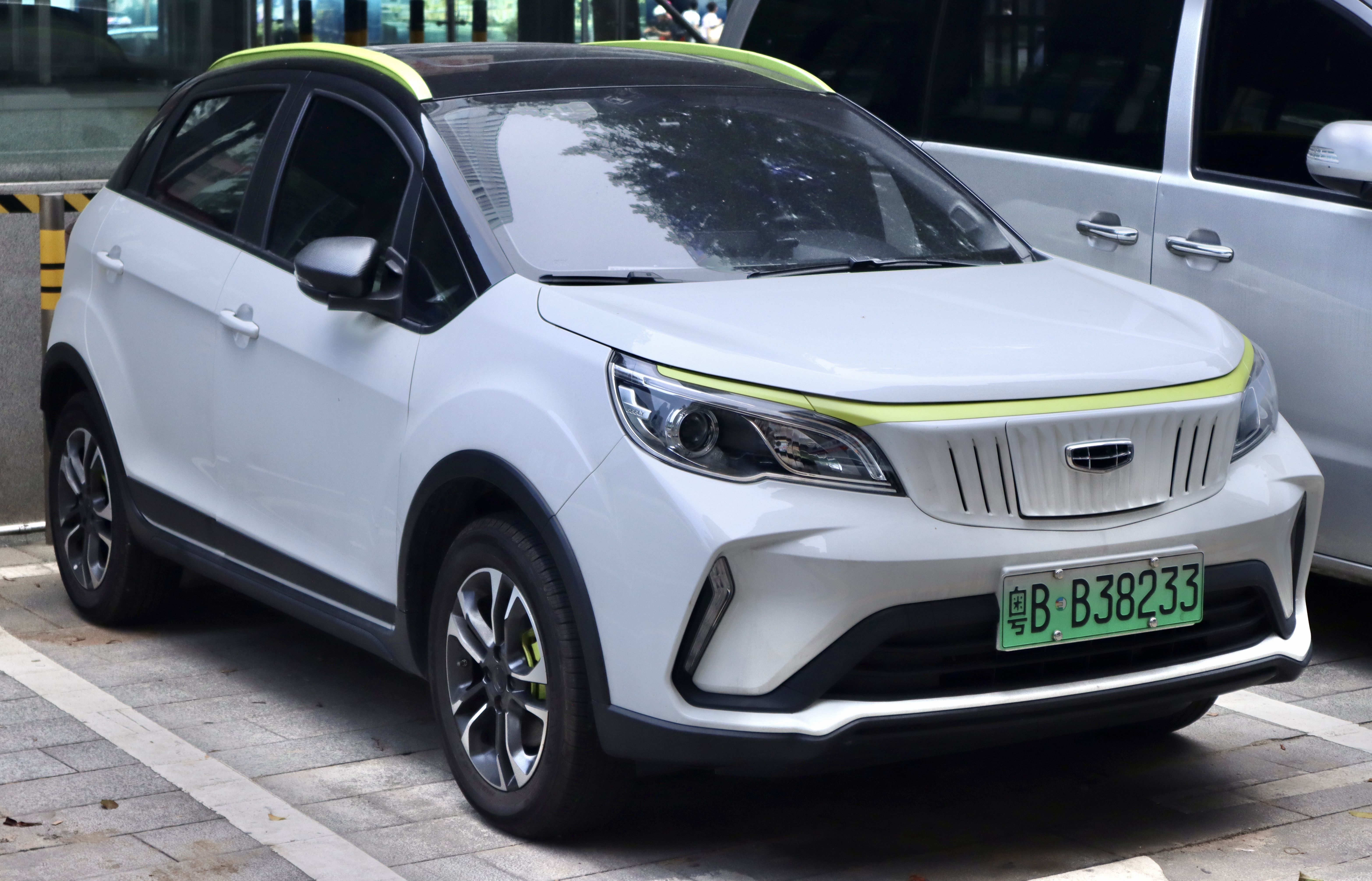
جيومتري إي إكس 3

## انظر أيضّاً
- مجموعة تشجيانغ جيلي القابضة
- جيلي للسيارات
- جيلي جالاكسي
- زيكر

## وصلات خارجية
الموقع الرسمي